# 默氏錐首魚
默氏錐首魚，為黑頭魚科的其中一種，為深海魚類，分布於東大西洋愛爾蘭西南方與法國比斯開灣南部到西撒哈拉；西大西洋墨西哥灣海域，棲息深度1200-2603公尺，體長可達34公分，棲息在中層水域，生活習性不明。